# Michiel Coenraad Botha

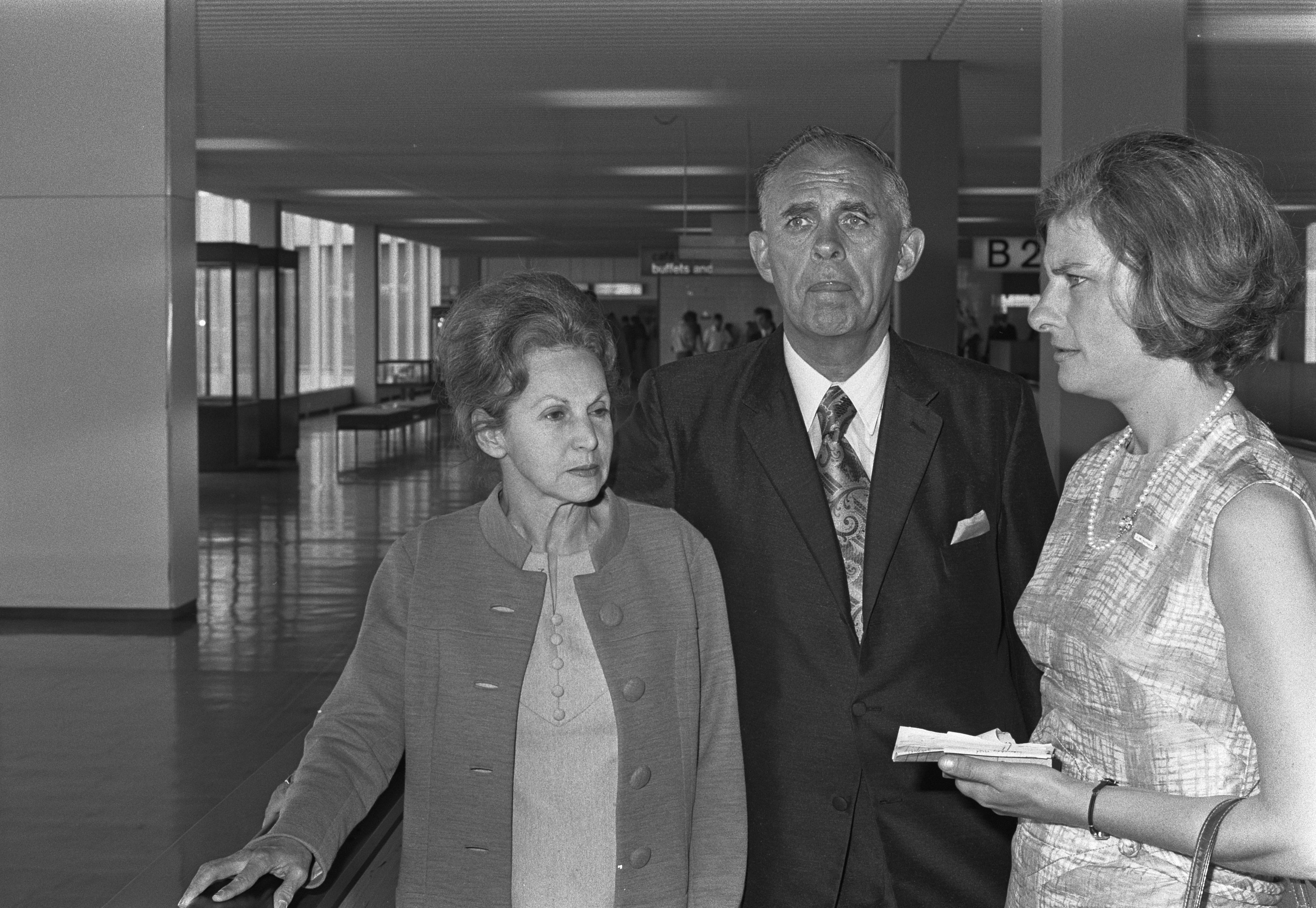
Der südafrikanische Minister Botha am Flughafen Amsterdam Schiphol.

Michiel Coenraad Botha (* 14. Dezember 1912 in Lindley, heute Provinz Freistaat, Südafrika; † 10. Juli 1993) war ein südafrikanischer Politiker der Nasionale Party (NP), der unter anderem zwischen 1966 und 1977 Minister für Bantu-Administration, -Entwicklung und -Bildung war.

## Leben
Botha begann nach dem Schulbesuch 1930 ein Studium an der Universität Stellenbosch, das er mit einem Bachelor of Arts (B.A.) abschloss. Im Anschluss war er zwischen 1935 und 1937 Lehrer an verschiedenen Schulen in der Provinz Transvaal sowie von 1937 bis 1943 Lektor an der Universität Stellenbosch. Danach ging er nach Johannesburg, wo er anfangs stellvertretender Sekretär sowie später Sekretär der Vereinigung für Afrikaans-Sprache und Kultur (Association for Afrikaans Language and Culture) war.
1953 wurde Botha für die Nasionale Party (NP) erstmals zum Mitglied der Nationalversammlung gewählt und vertrat in dieser den Wahlkreis Roodepoort. 1958 wurde er Sprecher der Nasionale Party und anschließend im November 1960 von Premierminister Hendrik Frensch Verwoerd zum stellvertretenden Minister für Bantu-Administration, -Entwicklung und -Bildung ernannt. Im April 1966 übernahm er schließlich als Nachfolger von Michel Daniel Christiaan de Wet Nel im Kabinett Verwoerd selbst das Amt des Ministers für Bantu-Administration, -Entwicklung und -Bildung und übte dieses auch in den Regierung von Premierminister Balthazar Johannes Vorster bis 1977 aus, woraufhin im Januar 1977 Cornelius Petrus Mulder die Nachfolge antrat und das umbenannte Ministerium für Plurale Beziehungen und Entwicklungen (Department of Plural Relations and Development) übernahm. Damit war er verantwortlich für die Politik des Apartheid-Staates für Bantu-Angelegenheiten wie das Gesetz zur Förderung der Wirtschaftsentwicklung in den Homelands (Promotion of Economic Development of Homelands Act) und wurde dabei durch seine stellvertretenden Minister Piet Koornhof sowie später Andries Treurnicht unterstützt.